# Peltopsyche
Peltopsyche is een geslacht van schietmotten uit de familie Hydroptilidae.

## Soorten
Deze lijst is mogelijk niet compleet.
- P. maclachlani F Mueller, 1879
- P. sieboldi F Mueller, 1879